# Kopoï
Kopoï est un village du département et la commune rurale de Pâ, situé dans la province des Balé et la région de la Boucle du Mouhoun au Burkina Faso.

## Géographie
Kopoï est un village de Bwaba du département de Pâ dans la province des Balé dans la Boucle du Mouhoun.Il est situé à environ 240 kilomètres ouest de Ouagadougou et d'une dizaine de kilomètres est environ de Houndé. Il a pour villages voisins Boni au sud,kiéré à l'ouest, Bounou au nord et le petit village de Voho à l'est. De plus,Kopoï est également cerné par un relief de collines

## Histoire
L'immense relief de collines de Kopoï laisse penser que ces lieux ont auparavant été des théâtres de certains phénomènes géologiques

## Économie
L'économie de Kopoï repose généralement sur l'agriculture qui est la principale activité et source de revenus des habitants de la localité

## Éducation et santé
La commune accueille un centre de santé et de promotion sociale (CSPS).
Kopoï dispose également d'une école primaire et d'un Collège d'Enseignement Général(CEG) qui permettent aux enfants de bénéficier d'une éducation scolaire